# Kråkstad
Kråkstad ist eine Ortschaft in der norwegischen Kommune Nordre Follo, gelegen in der Provinz (Fylke) Akershus. Der Ort hat 1139 Einwohner (Stand: 1. Januar 2024) und bildete bis 1964 eine eigene Gemeinde.

## Geografie
Kråkstad ist ein sogenannter Tettsted, also eine Ansiedlung, die für statistische Zwecke als eine städtische Siedlung gezählt wird. Der Ort liegt südöstlich der Stadt Ski und etwa 30 Kilometer südlich von Oslo in der ehemaligen Provinz Akershus. Durch die Ortschaft fließt die Kråkstadelva. An Kråkstad vorbei führt im Süden die Europastraße 18 (E18), die eine Verbindung nach Oslo herstellt. Im Norden des Ortes befindet sich ein Bahnhof, der von Zügen der Østfoldbanen angefahren wird.

## Geschichte
Im Jahr 1837 wurde die Kommune Kråkstad gegründet. Diese hatte bis 1964 Bestand, als die Gemeinde Kråkstad in die Kommune Ski überging. Die Kommune Ski wurde im Rahmen der landesweiten Kommunalreform zum Ende des Jahres 2019 aufgelöst und der Ort Kråkstad gehört seitdem der zum 1. Januar 2020 gegründeten Kommune Nordre Follo an.
Im Jahr 1882 wurde, nachdem die Bahnstrecke von Ski nach Sarpsborg gebaut wurde, der Bahnhof von Kråkstad geöffnet. Der Bahnhof steht mittlerweile unter Denkmalschutz. Die Kirche Kråkstad kirke wurde im Jahr 1150 errichtet.

## Name
Der Ort wurde um das Jahr 1300 unter anderem als „Krakustadir“, „Krakostadir“ und „Krakastadir“ erwähnt. Der Name setzt sich aus den beiden Teilen „Kráka“ und „stad“ zusammen, wobei sich ersterer vom Flussnamen „Kráka“ ableitet. Dieser wiederum stammt von der Bezeichnung für Krähen ab.

## Persönlichkeiten
- Ingrid Bjoner (1927–2006), Opernsängerin
- Dead (Per „Pelle“ Yngve Ohlin; 1969–1991), schwedischer Musiker, verstarb in Kråkstad
- Martin Andresen (* 1977), Fußballspieler und -trainer